# Park Chul-min
Park Cheol-min es un veterano actor surcoreano.

## Carrera
Inicialmente debutó en teatro y luego de varias apariciones pequeñas en la pantalla chica obtuvo mayor atención por sus roles en la película Mokpo, Gangster's Paradise y el drama histórico Immortal Admiral Yi Sun-sin
En marzo de 2020 se unió al elenco recurrente de la serie Nobody Knows, donde dio vida a Han Geun-man, hasta el final de la serie el 21 de abril del mismo año.

## Filmografía

### Películas
- Forbidden Fairytale (2025)
- The Boys (2023)[4]
- Miracle: Letters to the President (2021)
- Sweet & Sour (2021)[5]
- Innocence (2020)
- Our Baseball (2019)
- The Underdog (2018)
- Revenger (2018)
- Brothers in Heaven (2018)
- Conspiracy - Age of Rebellion (2017)
- The Preparation (2017)
- I Can Speak (2017)
- The Villainess (2017) (cameo)
- New Trial (2017)
- Curtain Call (2016)
- Split (2016) (cameo)
- A Break Alone (2016)
- Yongsoon (2016)
- Operation Chromite (2016)[6]
- Hiya (2016)
- The Magician (2015)
- Bad Guys Always Die (2015)
- The Summer in Ibaraki (2015) (documental narrador)
- Minority Opinion (2015) (cameo)
- Perfect Proposal (2015)
- Clown of a Salesman (2015)
- The Pirates (2014)
- Monster (2014) (cameo)
- Another Promise (2014)
- Steal My Heart  (2013) (cameo)
- 11 A.M. (2013)
- No Breathing (2013)
- The Hero (2013)
- Montage (2013) (cameo)
- Fish Out of Water , 2013)
- The Witch Weird Business, 2012)
- The Tower (2012) (cameo)
- Love Clinique  (2012)
- Almost Che (2012)
- The Concubine (2012)
- As One (2012)
- Marrying the Mafia 4: Unstoppable Family (2011)
- Spellbound (2011)
- Mr. Idol (2011) (cameo)
- Always (2011)
- Pitch High (2011)
- Sector 7 (2011)
- Leafie, A Hen into the Wild (animated, 2011)
- The Suicide Forecast (2011)
- Meet the In-Laws (2011)
- In Between (2010)
- Cyrano Agency (2010)
- Kiss Me, Kill Me (2009)
- 4th Period Mystery (2009)
- Kwang-tae's Basic Story (cortometraje, 2009)
- My Father (2009)
- Oishii Man (2008) (cameo)
- My New Partner (2008)
- Scout (2007)
- May 18 (2007)
- Mr. Lee vs. Mr. Lee (2007)
- Master Kims (2007)
- Hot for Teacher  (2006)
- Traces of Love (2006)
- The Fox Family (2006)
- See You After School (2006)
- The Customer Is Always Right (2006) (cameo)
- When Romance Meets Destiny (2005) (cameo)
- Mr. Socrates (2005) (cameo)
- Blood Rain (2005)
- This Charming Girl (2005)
- Rikidōzan (2004)
- Love, So Divine (2004) (cameo)
- Father and Son: The Story of Mencius (2004) (cameo)
- Mokpo, Gangster's Paradise (2004)
- The Road Taken (2003)
- Show Show Show (2003)
- I'm OK (Cortometraje, 2003)
- Enjoy Your Summer (Cortometraje, 2002)
- Make It Big (2002)
- Chi-hwa-seon (2002)
- Looking for Bruce Lee (2002)
- Kiss Me Much (2001)
- Kick the Moon (2001)
- Kilimanjaro (2001)
- Bungee Jumping of Their Own (2001)
- A Masterpiece in My Life (2000)
- Just Do It! (2000)
- Chunhyang (2000)
- 만고건달 (Cortometraje, 1999)
- The Uprising (1999)
- First Kiss (1998)
- Downfall (1997)
- The Adventures of Mrs. Park (1996)
- A Petal (1996)
- A Single Spark (1995)

### Series
- Un chico ejemplar (JTBC, 2025)[7]
- El amor vuelve a casa (JTBC, 2024)[8]
- Doctora Cha (JTBC, 2023)[9]

- Mental Coach Jegal (tvN, 2022)[10]
- Amor por contrato (tvN, 2022)[11]
- The Killer's Shopping List (tvN, 2022)[12]
- Again My Life (SBS, 2022-)
- Ghost Doctor (tvN, 2022)
- Youth of May (KBS2, 2021)
- Hello, Me! (Hello? It’s Me!) (KBS2, 2021) - (aparición especial)
- Entonces me casé con la antifan (Naver TV, iQIYI, Viki, V Live, 2021)
- Scripting Your Destiny (tvN, 2021)
- Nobody Knows (SBS, 2020)
- The Tale of Nokdu (KBS2, 2019) (ep. #1)
- He Is Psychometric (tvN, 2019)
- Graceful Family (MBN, 2019)
- Ugly Miss Young-Ae (tvN, 2017) (cameo)
- School 2017 (KBS2, 2017)
- The Idolmaster KR (SBS Plus & Amazon Prime, 2017)
- The Emperor: Owner of the Mask (MBC, 2017)
- Love in the Moonlight (KBS2, 2016)
- The Good Wife (tvN, 2016)
- Mirror of the Witch (JTBC, 2016)
- Imaginary Cat (MBC Every 1, 2015)
- Bubble Gum (tvN, 2015)
- More Than a Maid (jTBC, 2015)
- Drama Special "Repulsive Love" (KBS2, 2014)
- Hotel King (MBC, 2014)
- Drama Special "You're Pretty, Oh Man-bok" (KBS2, 2014)[13]
- Inspiring Generation (KBS2, 2014)
- Hur Jun, the Original Story (MBC, 2013)
- Dummy Mommy (SBS, 2012)
- Baby Faced Beauty (KBS2, 2011) (cameo)
- Warrior Baek Dong-soo (SBS, 2011)
- Sungkyunkwan Scandal (KBS2, 2010)
- Athena: Goddess of War (KBS2, 2010)
- Becoming a Billionaire (KBS2, 2010)
- Harvest Villa (tvN, 2010)
- The Woman Who Still Wants to Marry (MBC, 2010) (cameo)
- Temptation of an Angel (SBS, 2009) (cameo)
- Heading to the Ground (MBC, 2009)
- Partner (KBS2, 2009)
- The Return of Iljimae (MBC, 2009)
- Beethoven Virus (MBC, 2008)
- Night After Night (MBC, 2008)
- New Heart (MBC, 2007)
- Ground Zero (MBC, 2007)
- Conspiracy in the Court (KBS2, 2007)
- Crazy in Love (SBS, 2007)
- "A Death Messenger with Amnesia"  (KBS2, 2007)
- "Blockhead's Quadratic Equation"  (KBS2, 2006)
- "Scrubber No. 3"  (KBS2, 2006)
- Wolf (MBC, 2006)
- Can Love Be Refilled? (KBS2, 2005)
- Princess Lulu (SBS, 2005)
- Smile of Spring Day (MBC, 2005)
- Spring Day (SBS, 2005)
- Immortal Admiral Yi Sun-sin (KBS1, 2004)
- Sunlight Pours Down (SBS, 2004)
- Say You Love Me (MBC, 2004)

### Espectáculo de variedad
- Law of the Jungle in New Zealand (SBS, 2017)
- Talk Club Actors (MBC, 2013)[14]
- Film Culture Magazine VIP (MBN, 2010)

## Teatro
- Thursday Romance  (2013-2014)
- The Most Beautiful Goodbye in the World  (2010)
- A Story of Old Thieves  (2008-2010, 2014-2015)
- Kyung-sook, Kyung-sook's Father  (2007)
- Stones in His Pockets (2005)
- Kim Cheol-sik of the Republic of Korea

## Premios
- 2010 6th University Film Festival of Korea: mejor actor de reparto (Cyrano Agency)
- 2009 5th Golden Ticket Awards: mejor actor (A Story of Old Thieves)
- 2008 MBC Drama Awards: Golden Acting Award, actor de reparto (New Heart)
- 2008 5th Max Movie Awards: mejor actor de reparto (May 18)[15]
- 2005 KBS Drama Awards: mejor actor de reparto (Immortal Admiral Yi Sun-sin)